# Matthias Loebermann
Matthias Loebermann (* 1964 in Nürnberg) ist ein deutscher Architekt, Maler und Hochschullehrer.

## Werdegang
Matthias Loebermann wuchs als Sohn des Architekten Harald Loebermann auf. Von 1984 bis 1990 studierte er Architektur an der Universität Stuttgart und parallel zwischen 1984 und 1988 Malerei an der Akademie der Bildenden Künste in Stuttgart. Nach dem Diplom war er von 1991 bis 1994 Projektleiter bei Friedrich Wagner in Stuttgart und gründete 1996 ein eigenes Architekturbüro. Seit 1999 ist er Mitglied im Bund Deutscher Architekten und seit 2002 Professor an der Fachhochschule Biberach. Loebermann war von 2008 bis 2013 Dekan der Fakultät Architektur und Gebäudeklimatik.

## Bauten
- 1997: Pavillon Sequenzen, Nürnberg
- 1997: Neugestaltung Fassade Bürohaus, Nürnberg
- 1998–1999: Therapiebad bei Neumarkt in der Oberpfalz
- 1998–1999: Produktionsgebäude LBM, Berching
- 1998–1999: Haus Majer, Eckental
- 2001: Haus Rösler, Nürnberg
- 2001–2002: Bürogebäude – Bucherstraße, Nürnberg
- 2003: Messestand der Firma Seufert-Niklaus, München
- 2002–2004: Umbau eines Fabrikgebäudes – Praterstraße, Nürnberg
- 2003–2005: Haus B., Schwabach
- 2004–2005: Ausstellungsgebäude Baufritz Hausschneiderei, Erkheim[2]
- 2004–2005: Wohnanlage A., Nürnberg[3]
- 2004–2005 Experimenteller Pavillon für die Nordische Ski-WM, Oberstdorf[4]
- 2006–2007: Haus W., Rückersdorf
- 2005–2007: Haus Loebermann, Nürnberg[5]
- 2010: Bürogebäude, Nürnberg
- 2011: Bürogebäude, Nürnberg
- 2014: Adidas Learning Center, Herzogenaurach
- 2017: Haus mit Altane, Neusäß
- 2017: Erweiterung und Umbau Biohotel Sturm, Mellrichstadt
- 2017: Mehrfamilienhaus, Memmingen

## Auszeichnungen und Preise
- 1998: Auszeichnung Guter Bauten Franken für Pavillon Sequenzen, Nürnberg
- 1999: BDA Preis Bayern für Haus Majer, Eckental[6]
- 2002: Anerkennung – Architekturpreis Ziegelforum für Haus Rösler, Nürnberg[7]
- 2004: Architekturpreis der Stadt Nürnberg für Wohn- und Bürogebäude, Nürnberg
- 2005: Förderungspreis des Kunstpreises Berlin für Baukunst der Akademie der Künste Berlin[8]
- 2006: BDA Preis Bayern für Hausschneideri Baufritz, Erkheim[9]
- 2006: Sonderpreis – Holzbaupreis Bayern für Palettenpavillon, Oberstdorf
- 2007: Architekturpreis der Stadt Nürnberg für Haus Loebermann, Nürnberg
- 2008: Auszeichnung Guter Bauten Franken für Haus Loebermann, Nürnberg[10]
- 2021: Deutscher Fotobuchpreis in Bronze für Tiefe Oberflächen. Matthias Loebermann.

## Ausstellungen
- Architekturgalerie München[11]

## Bücher
- Tiefe Oberflächen. Matthias Loebermann. Wilhelm Verlag, Amberg 2020 mit einem Beitrag von Wolfgang Brune und ein Interview von Oliver Herwig[12]